# Thripadectes rufobrunneus
A Thripadectes rufobrunneus a madarak (Aves) osztályának verébalakúak (Passeriformes) rendjébe és a fazekasmadár-félék (Furnariidae) családjába tartozó faj.

## Rendszerezése
A fajt George Newbold Lawrence amerikai üzletember és amatőr ornitológus írta le 1865-ben, a Philydor nembe, Philydor rufobrunneus néven.

## Előfordulása
Közép-Amerikában, Costa Rica és Panama területén honos. Természetes élőhelyei a szubtrópusi vagy trópusi hegyi esőerdők, folyók és patakok környékén. Állandó, nem vonuló faj.

## Megjelenése
Testhossza 22 centiméter, testtömege 48-54 gramm.

## Életmódja
Nagyobb rovarokkal, pókokkal, kétéltűekkel, gyíkokkal és kisebb gerincesekkel táplálkozik.

## Természetvédelmi helyzete
Az elterjedési területe kicsi, egyedszáma 20000-49999 példány közötti és stabil. A Természetvédelmi Világszövetség Vörös listáján nem fenyegetett fajként szerepel.